# Солдаткино
Солда́ткино (рос. Солдаткино) — село у складі Тісульського округу Кемеровської області, Росія.

## Населення
Населення — 71 особа (2010; 108 у 2002).
Національний склад (станом на 2002 рік):
- росіяни — 99 %